# Тавурвур
Тавурвур, Матупи — активный стратовулкан в Папуа — Новой Гвинее близ города Рабаул на острове Новая Британия.
Последнее извержение началось 29 августа 2014 года. Предыдущее состоялось 13 февраля 2009 года. 7 октября 2006 года имел место масштабный выброс пепла в атмосферу до высоты 18 км. При извержении 19 сентября 1994 года прежний город Рабаул был погребён под пеплом и позже вновь выстроен на новом месте. Различные органы управления были перемещены в город Кокопо.
Тавурвур расположен внутри крупной кальдеры Рабаул, размерами 8 × 14 км. Она возникла в VI веке при массивном извержении в 6 баллов по шкале извержений (VEI). Иногда высказываются теории, что именно оно было причиной глобальных изменений климата 535—536 годов.